# Biserica reformată din Hodoș

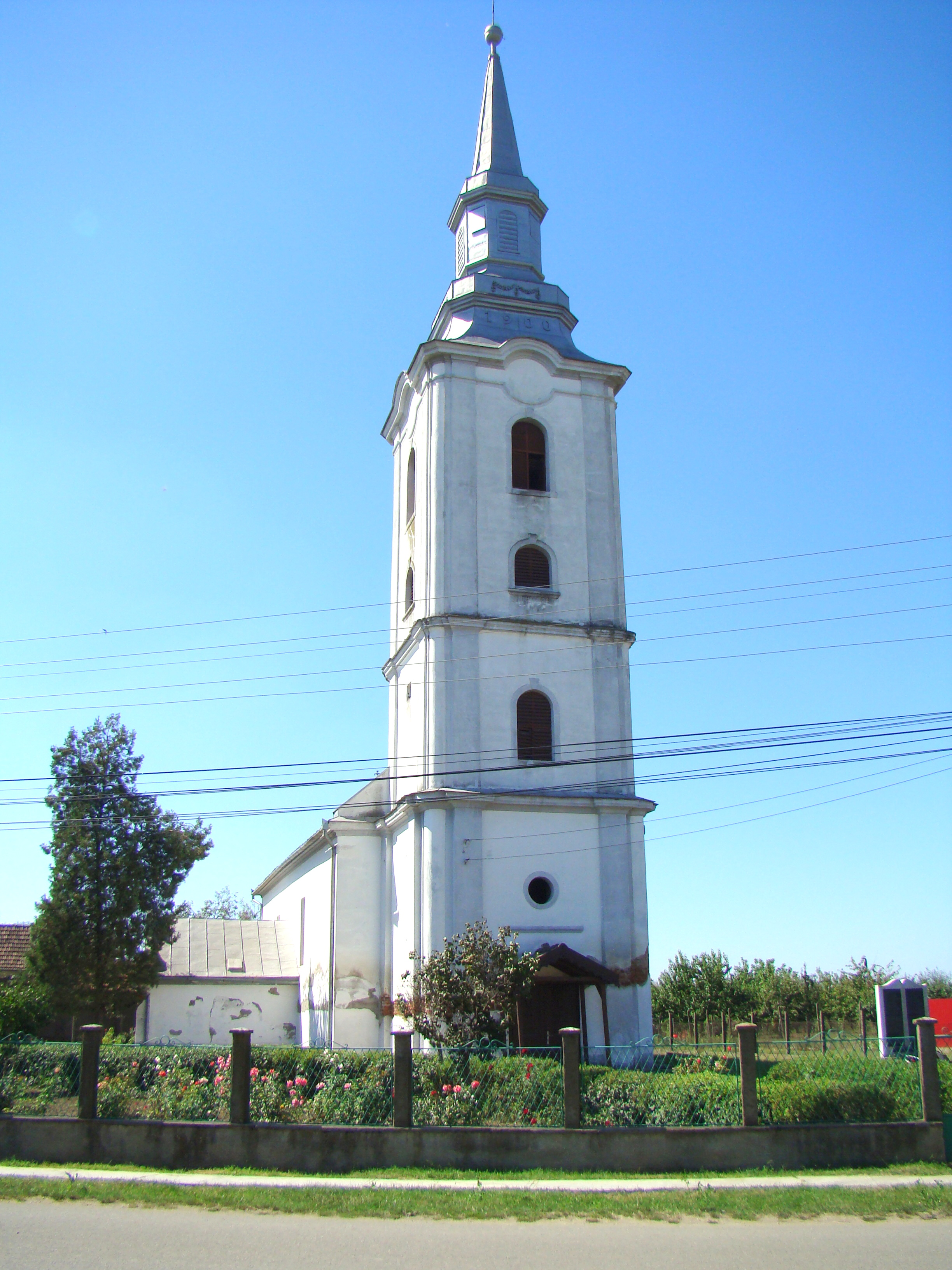
Biserica reformată din Hodoș, comuna Sălard, județul Bihor, foto: august 2016.

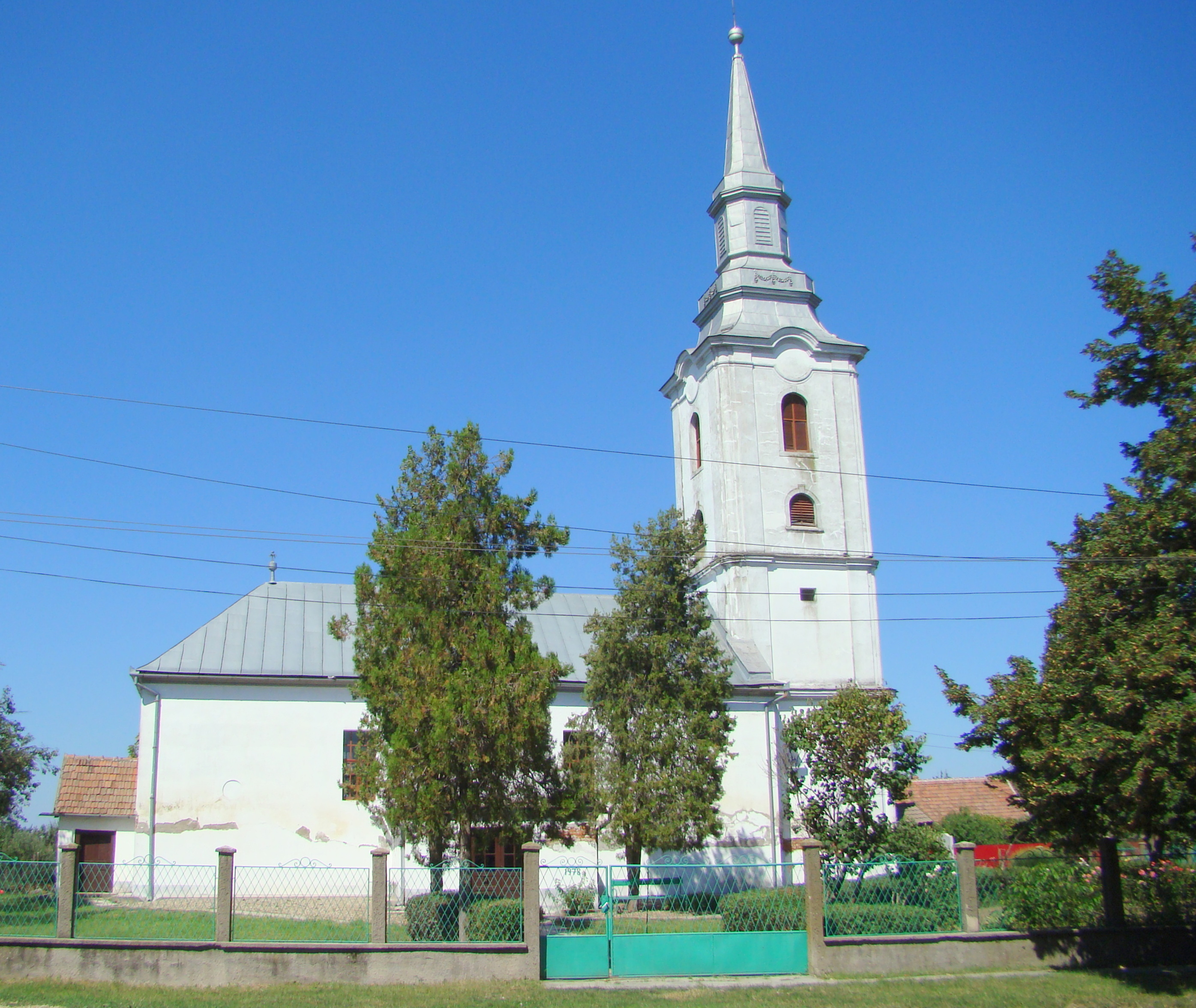
Biserica (sud)

Biserica reformată din Hodoș, comuna Sălard, județul Bihor, a fost construită în secolul XIII. Biserica se află pe noua listă a monumentelor istorice sub codul LMI:  BH-II-m-B-01160. 

## Localitatea
Hodoș (în maghiară Jákóhodos) este un sat în comuna Sălard din județul Bihor, Crișana, România. Prima mențiune documentară este din anul 1268. În 1910, 1058 din cei 1093 de locuitori ai săi erau maghiari, 17 români. Structura confesională era: 40 de romano-catolici, 997 reformați, 27 ortodocși. 

## Biserica
A fost construită în secolul XIII. De plan navă, cu absida dreptunghiulara, are pe latura vestică un turn-clopotniță în stil baroc, adăugat în anul 1858. În anul 1848, sub straturile de var, profesorul Joseph Lugosy din Debrecen a descoperit fragmente de pictură murală din secolul XV.

## Imagini din exterior

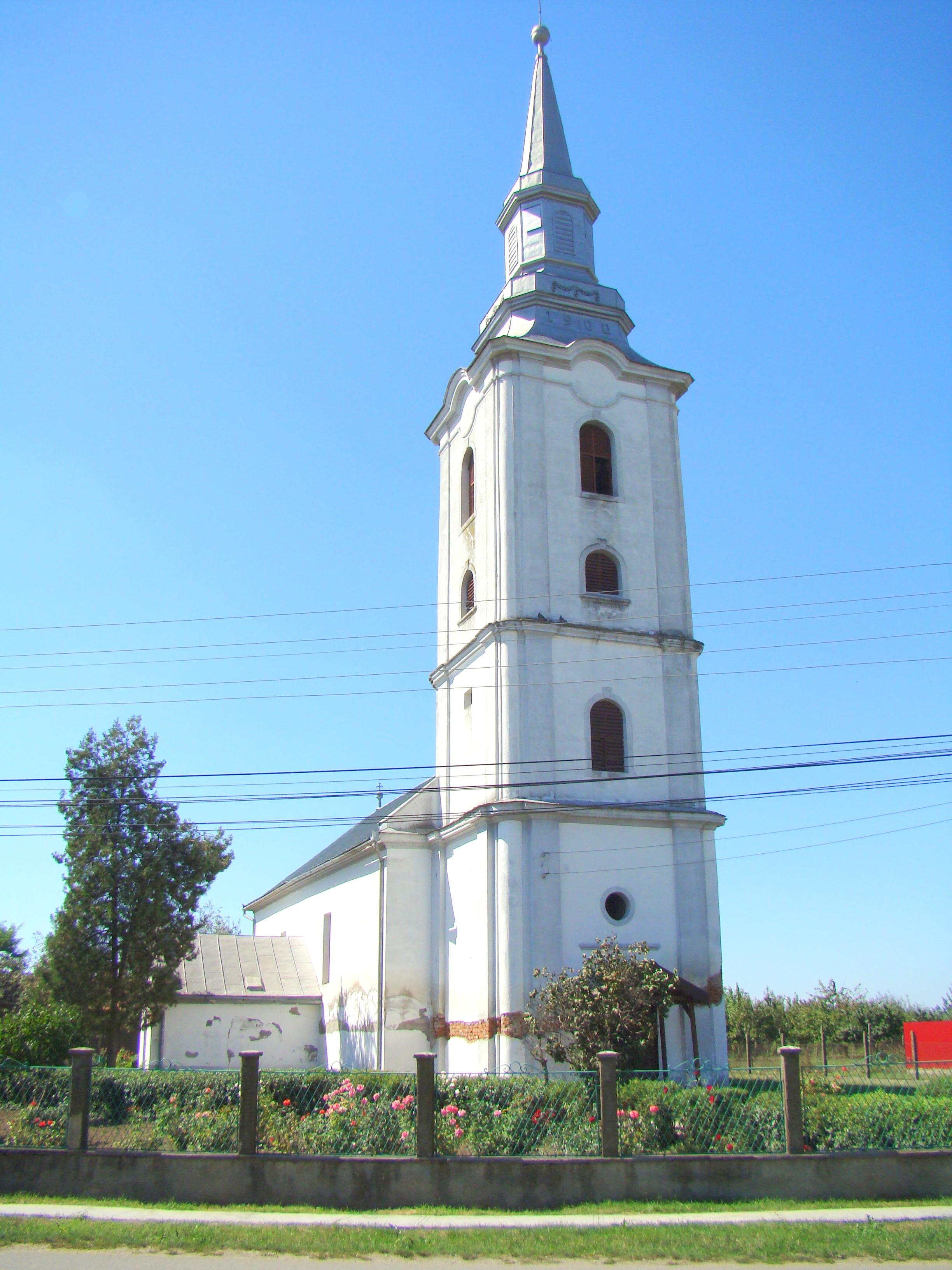
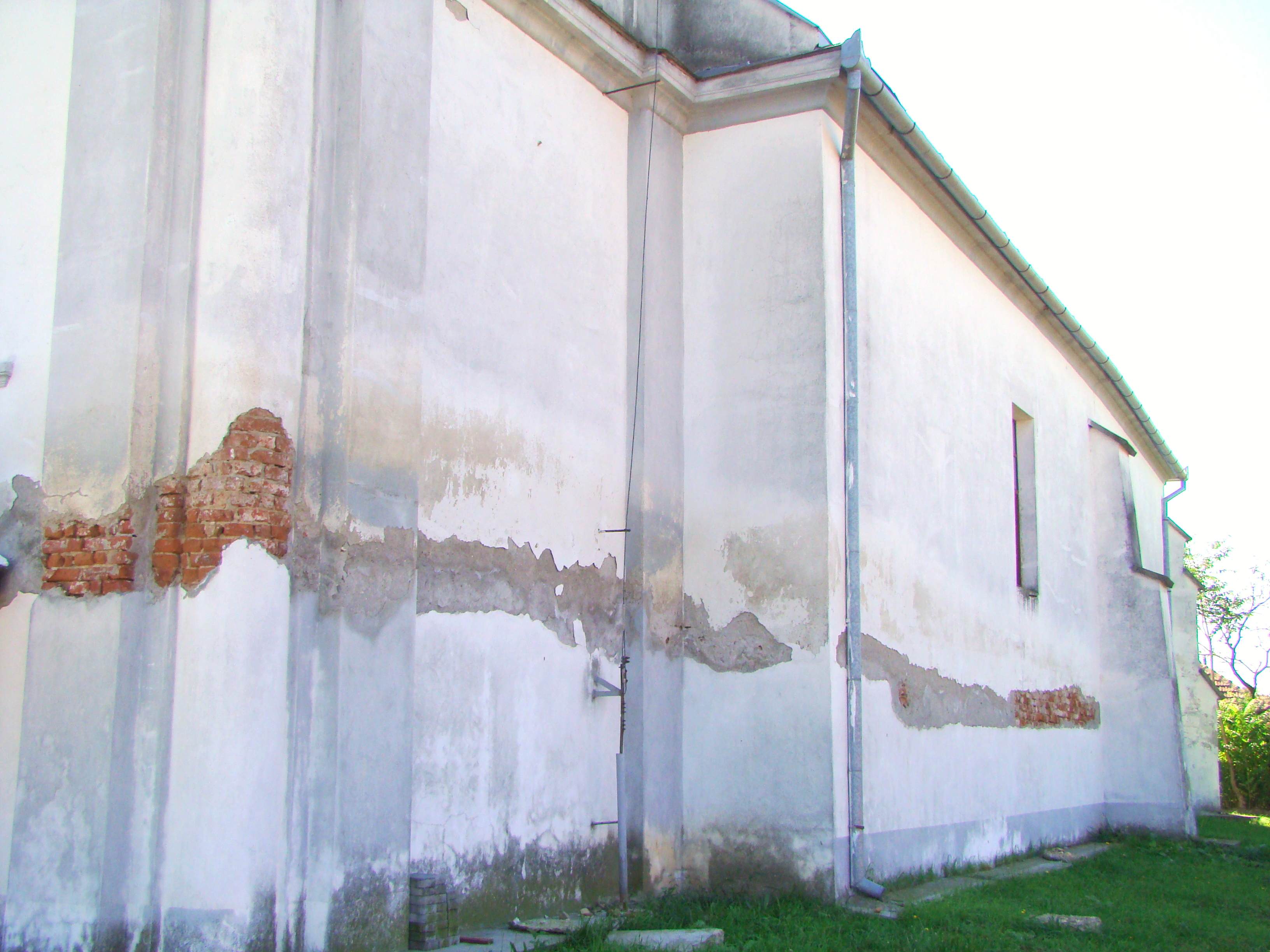
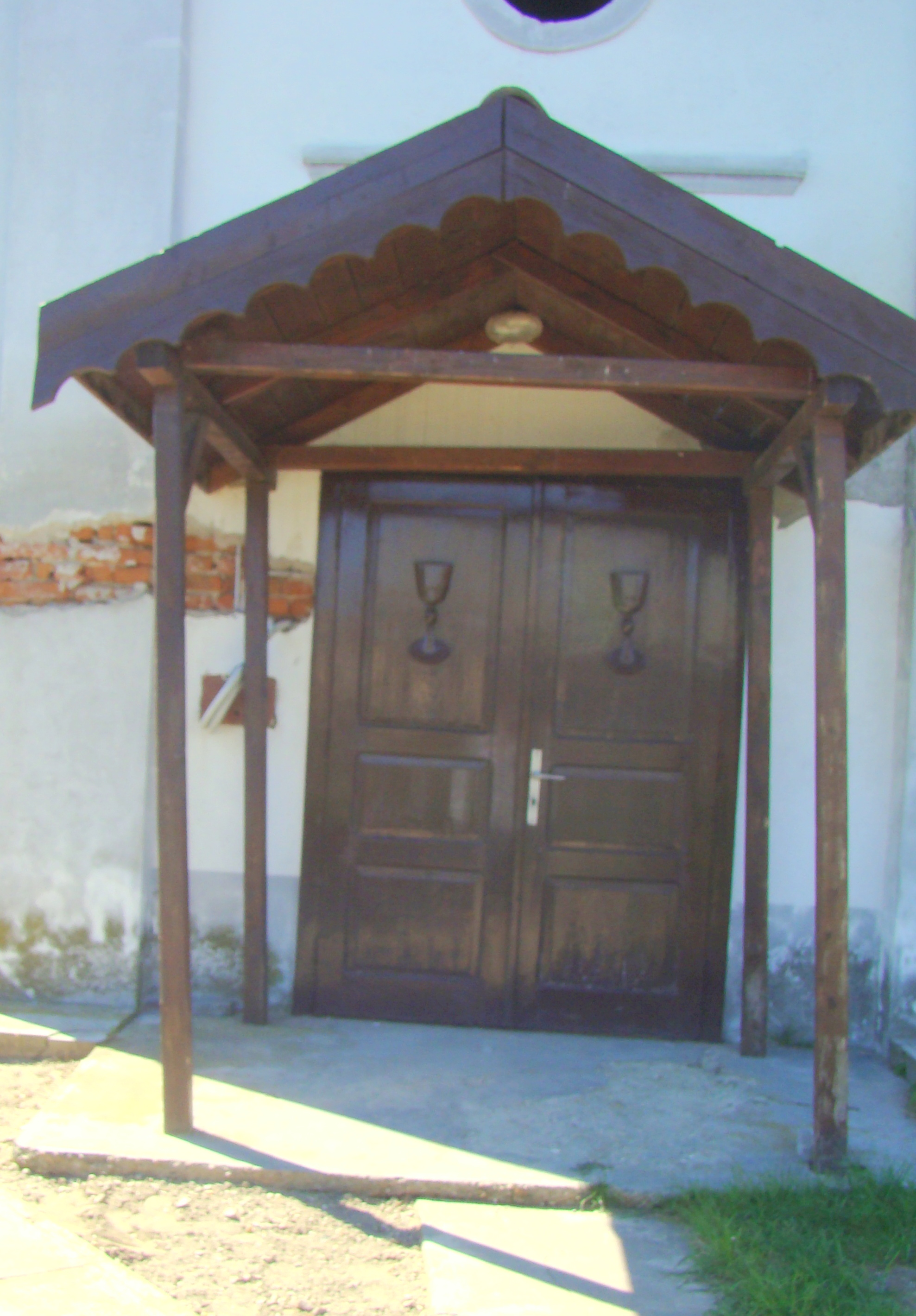
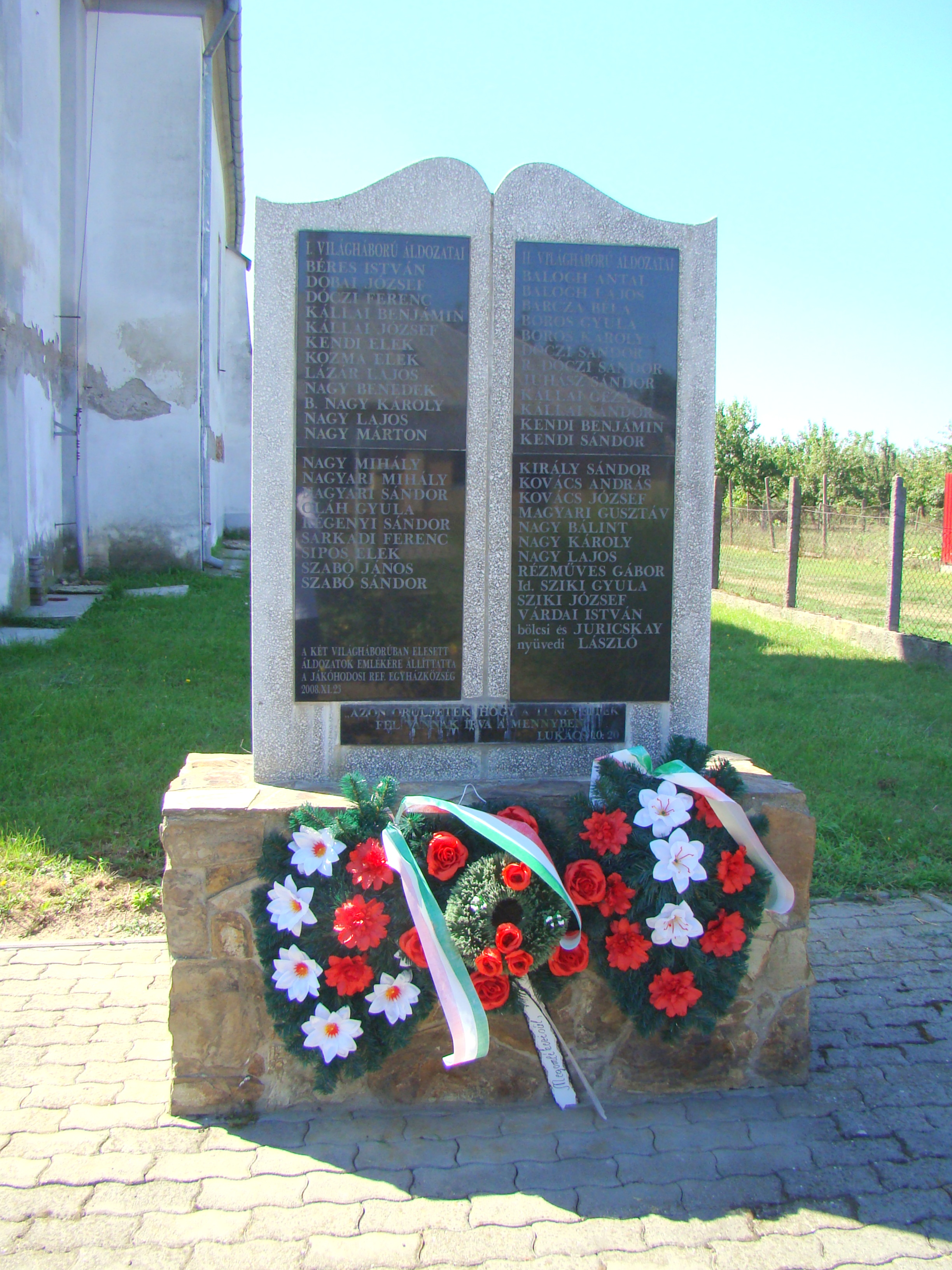
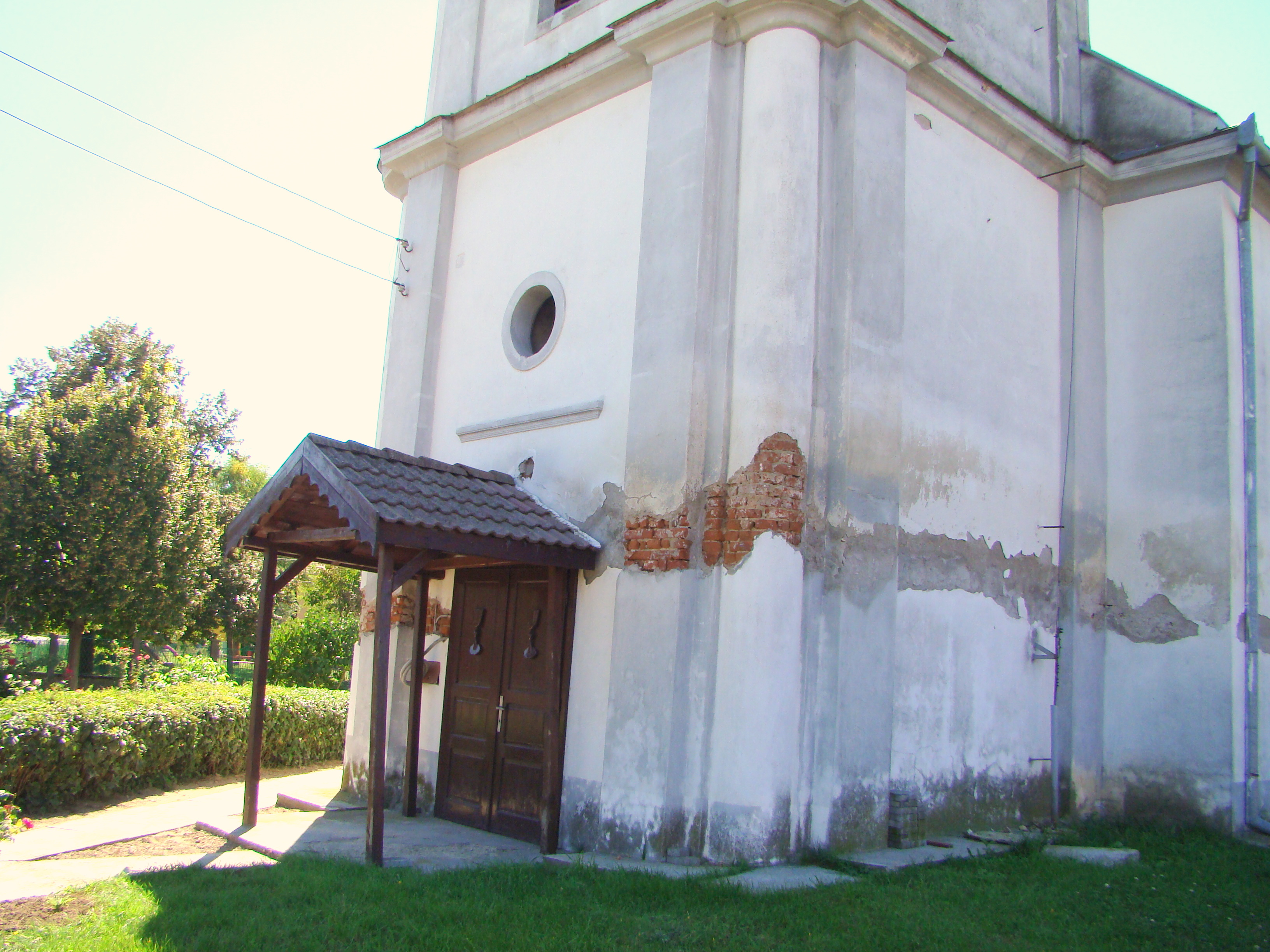
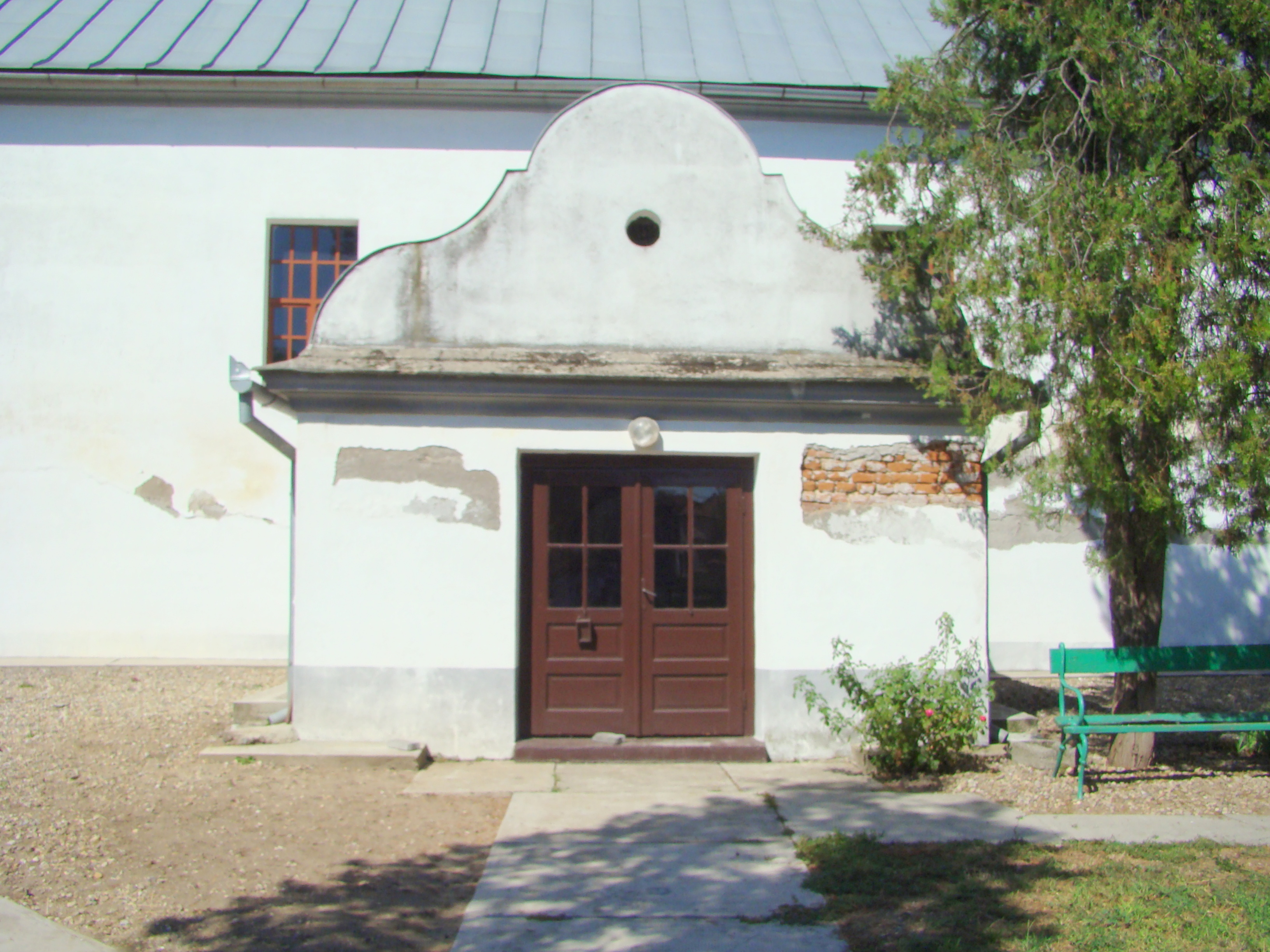
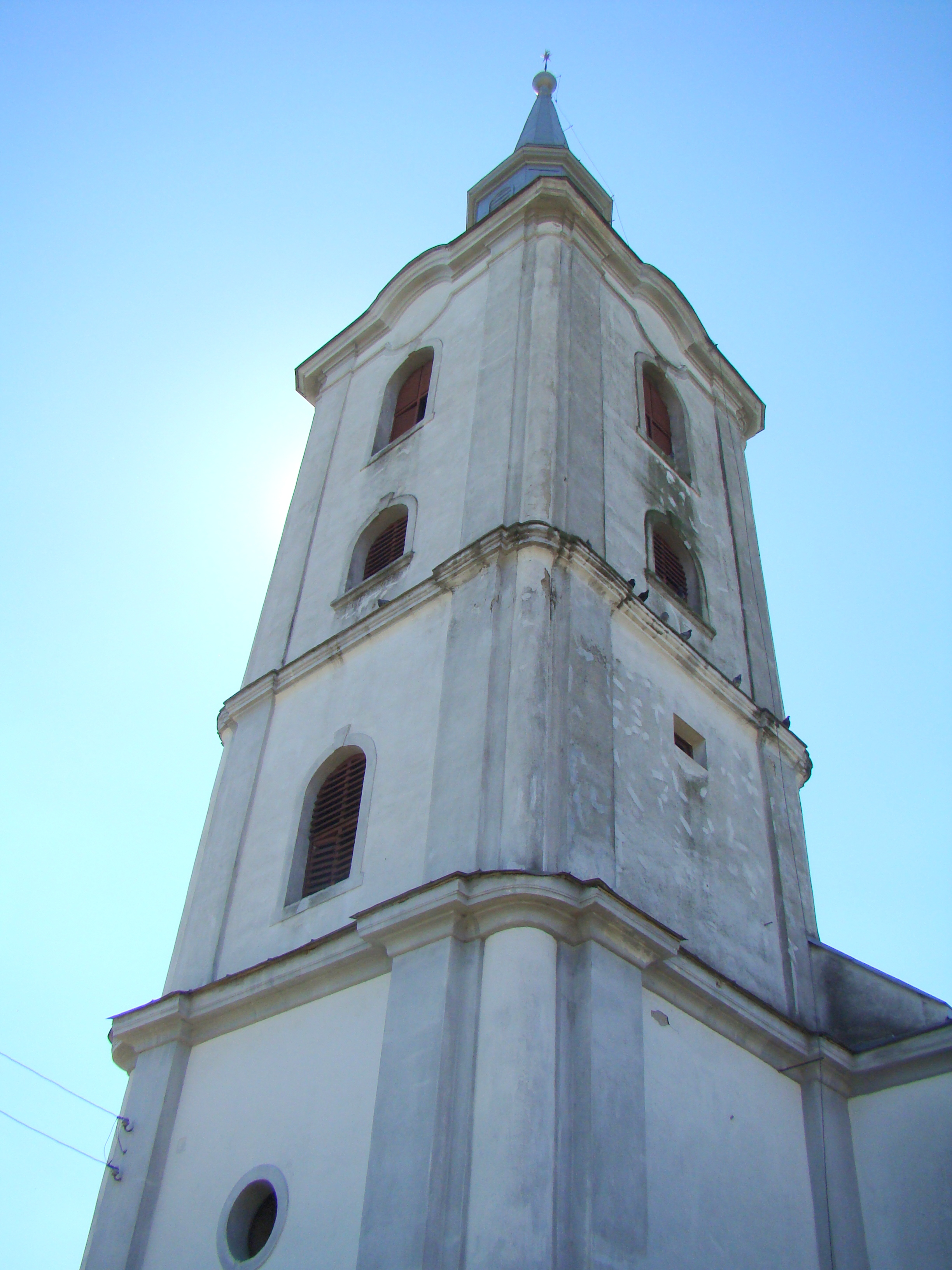
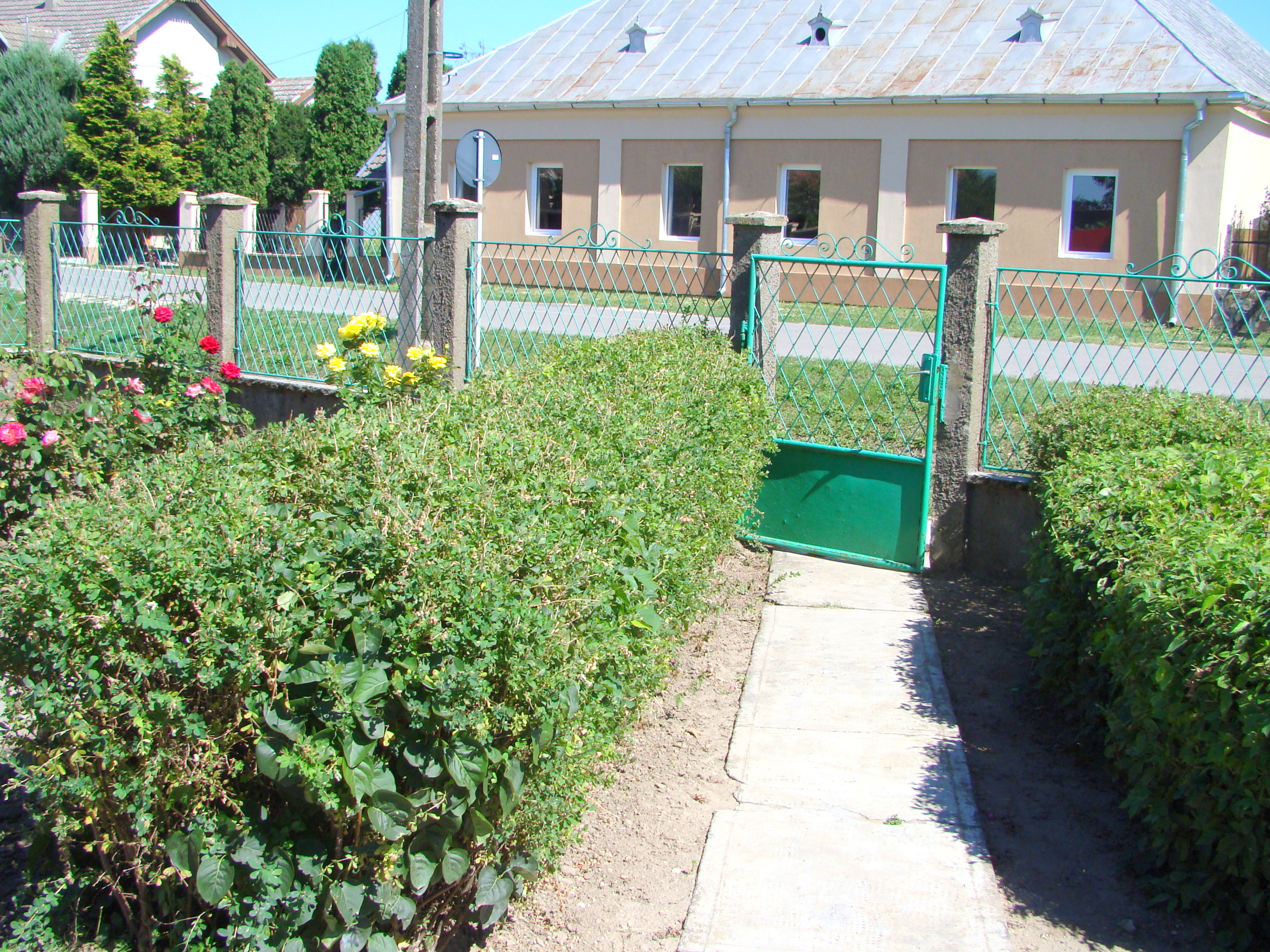